# Basílica de Nuestra Señora de las Angustias
La basílica de Nuestra Señora de las Angustias es una basílica de la ciudad española de Granada situada en la carrera de la Virgen, donde se venera a Ntra. Sra. de las Angustias, la patrona de la ciudad de Granada y toda la provincia granadina. 

## Historia
La basílica de Nuestra Señora de las Angustias tuvo su origen en una anterior ermita que estuvo dedicada a las Santas Úrsula y Susana, y que figuraba como anexa a la parroquia de San Matías, erigida en el año 1501.
En aquella ermita se rendía culto a una tabla que representaba a la imagen de las Angustias de Nuestra Señora y que fue donada por Isabel la Católica.
Tanto creció la devoción a esta imagen, que en el año 1545 se fundó una hermandad para su culto. Por ello se alzó en 1585 una pequeña iglesia en la cual se veneraba entonces una nueva imagen sustituyendo a la primitiva.
En el año 1610 el arzobispo Pedro de Castro constituyó aquella iglesia en parroquia independiente, construyéndose en 1664 un Hospital para la Hermandad y a su lado un nuevo templo cuyas obras finalizaron en 1671 bajo la dirección del maestro Juan Luis Ortega, discípulo del artista granadino Alonso Cano, con la ayuda de Bernardo de Mora y Manuel de Cárdenas.
Aquel hospital establecido en 1664 no existe ya como tal y en parte de su edificio fue instalado posteriormente la casa parroquial y la sala de juntas de la Hermandad.

## Iglesia
La iglesia y la casa rectoral forman un edificio exento con un total de tres fachadas exteriores. 

### Exterior
La construcción está realizada, prácticamente toda ella, a base de fábrica de ladrillo visto con huecos enmarcados, recordando con ello a otras obras contemporáneas también existentes en Granada.
La fachada principal tiene un paño central en el cual se levanta una destacada portada barroca, obra de Bernardo de Mora. 
Dicha portada se encuentra flanqueada por dos altas torres de planta cuadrada y seis pisos de altura, que aparecen rematadas por campanarios acabados con altos chapiteles octogonales. Los tres primeros pisos se encajan con pilastras coronadas de placas recortadas. Cornisas y repetición del esquema en los pisos superiores, terminando aquí las pilastras con capiteles sobre los que se carga un sobrio entablamento en ladrillo. Posee series de huecos semicirculares en el piso alto con baranda de madera torneada, y ojos de buey, en fachada lateral. 
Es igualmente interesante el patio abierto a la calle que se adosa al lado de esta fachada; un patio de planta rectangular donde se levanta una portada-retablo en piedra que preside la imagen de un Crucificado en una hornacina que se enmarca entre sobrias columnas dóricas que soportan un entablamento con un frontón curvo partido.

### Interior

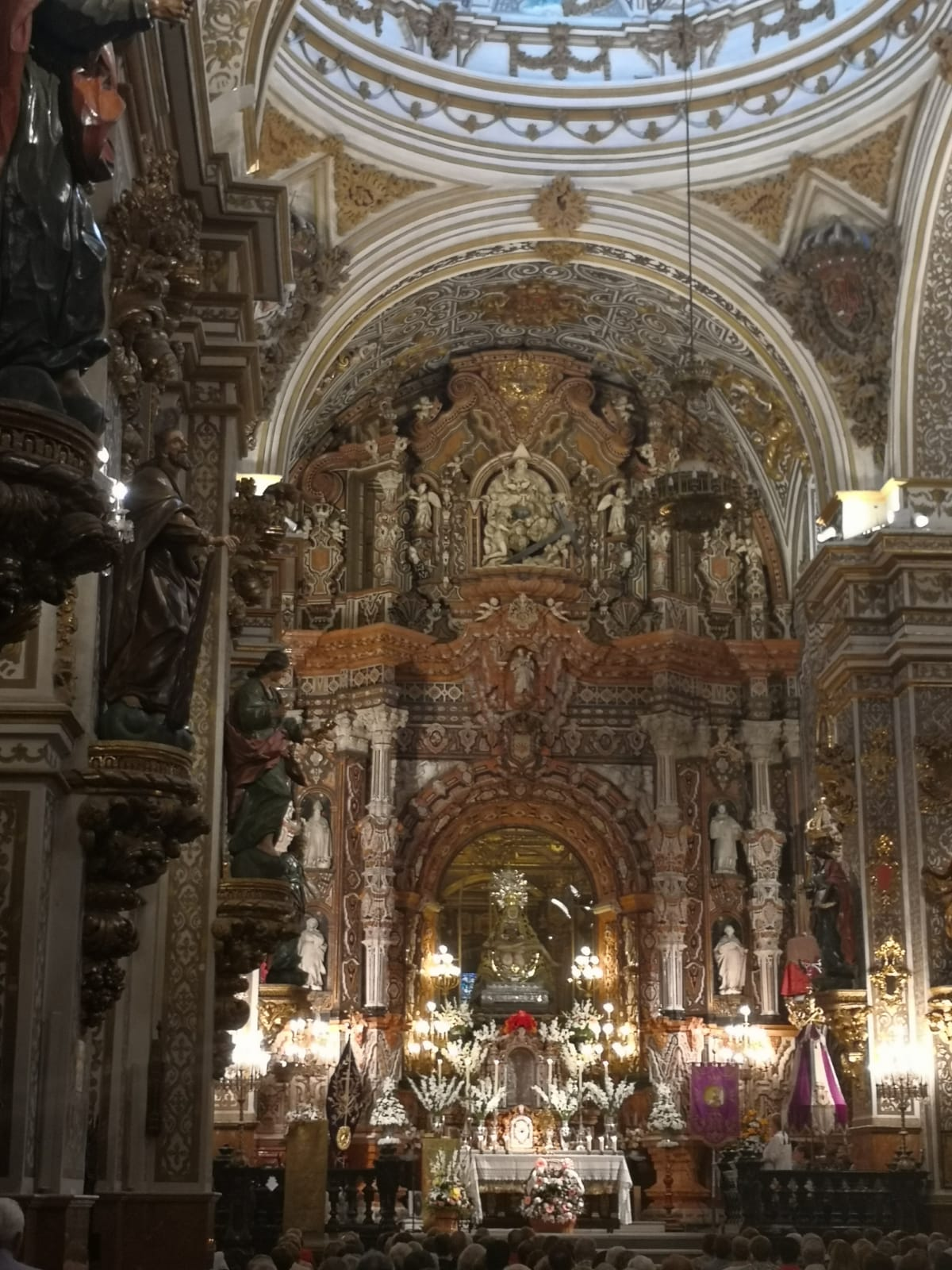
Retablo Mayor de la iglesia, presidido por el camarín de Nuestra Señora de las Angustias, titular de la iglesia y patrona de la ciudad.

El interior se organiza a partir de una sola y amplia nave que se cubre con una bóveda de cañón apoyada sobre gruesos pilares, sobre los que aparecen unas grandes esculturas que representan a distintos santos. 
A cada lado de la nave existen cuatro capillas, con su pavimento algo más elevado que el de la nave central, y que se comunican interiormente entre sí como si de dos naves laterales convencionales se tratara.
Todo el conjunto de la iglesia está repleto de una escenografía decorativa muy recargada, en su mayor parte realizada con pintura sobre cada uno de los distintos paramentos, rectos o curvos. La cúpula sobre el antepresbiterio está sostenida por cuatro columnas salomónicas de gran escala bajo la cual se encuentra la imagen de la Virgen de las Angustias.
Es de gran interés el camarín que preside el retablo mayor de la iglesia, donde se aloja la imagen de la Virgen, Nuestra Señora de las Angustias, patrona de la ciudad de Granada, que aunque construido a la vez que la iglesia fue redecorado con posterioridad con todo el fausto del barroco, constituyendo así una de las obras del tipo churriguera más representativas en Granada, con su pompa de doradas hojarascas y espléndidos mármoles de colores.